# Редмен, Харольд
Харольд Редмен (англ. Harold Redman; 25 августа 1899—1986) — генерал-лейтенант Британской армии, участвовавший в Первой и Второй мировой войнах, губернатор Гибралтара с 1955 по 1958 годы.

## Военная карьера
Начал службу 28 февраля 1917 года в Королевском полку артиллерии. В 1918 году участвовал в Первой мировой войне во Франции, Бельгии и Германии.
После войны служил в Индии, с 20 ноября 1923 по 19 октября 1924 года занимал должность адъютанта при командующем силами Вазиристана, упоминался в донесениях.
В феврале 1929 года был направлен в Королевский Йоркширский полк легкой пехоты.
В октябре 1937 года получил должность инструктора в Старшей офицерской школе в Ширнессе, а затем 15 ноября 1938 года был переведён инструктором в Штабной колледж в Кемберли, где оставался до 13 августа 1939 года.
С 14 августа 1939 по 2 июля 1940 года служил в штабе Военного министерства.
В июле 1940 года был назначен командиром 7-го батальона Королевского Йоркширского полка легкой пехоты, затем в феврале 1941 года стал командиром 151-й стрелковой бригады, которой командовал до 12 декабря 1941 года. Бригада участвовала в военных действиях в Северной Африке, на Кипре и Среднем Востоке.
После присвоения звания бригадира с 13 декабря 1941 по 27 марта 1942 года работал в Генеральном штабе 8-й армии в Северной Африке.
30 марта 1942 года был назначен командиром 10-й индийской моторизованной бригады. 1 марта 1943 года занял пост британского секретаря Объединённого комитета начальников штабов США и Великобритании в Вашингтоне, округ Колумбия. В 1944 году назначен заместителем главнокомандующего Французскими внутренними войсками, а в конце того же года — заместителем начальника Верховного штаба Союзных экспедиционных сил во Франции.
После войны возглавил Британскую военную миссию во Франции, а затем в 1946 году стал начальником штаба Сухопутных войск союзников в Юго-Восточной Азии. С 1948 года служил в качестве директора военных операций в Военном министерстве, а с 1951 года — начальником штаба при верховном главнокомандующем ОВС НАТО в Европе.
В 1952 году переведён на должность заместителя начальника Имперского генерального штаба. В 1955 году назначен губернатором и главнокомандующим Гибралтара. В 1958 году ушёл в отставку.
В отставке с 1958 года возглавлял фонд Вольфсона.